# سومباس
سومباس (به ترکی: Sumbas) یکی از شهرستان‌های استان عثمانیه ترکیه است.
این شهرستان در کرانه‌های مدیترانه واقع شده‌است.